# 内山徹
内山 徹（うちやま とおる、1931年2月8日 - 2023年5月26日）は、日本の経営者。東急百貨店社長を務めた。

## 来歴・人物
東京都出身。1953年に早稲田大学商学部を卒業し、同年に東横百貨店(現在の東急百貨店)に入社。1981年4月に取締役を経て、1994年1月に副社長に就任し、1995年4月には社長に昇格。2000年4月に取締役相談役に就任し、2001年4月には顧問に就任。
2023年5月26日に老衰のために死去。92歳没。